# BharOS
BharOS ist ein mobiles Betriebssystem, das vom IIT Madras entwickelt wird. Es ist ein von der indischen Regierung finanziertes Projekt zur Entwicklung eines freien und quelloffenen Betriebssystems für den Einsatz in staatlichen und öffentlichen Systemen. Das Betriebssystem soll das Duopol von Android und iOS brechen, basiert jedoch selbst auf das Android-Open-Source-Projekt (AOSP). Im September 2023 wurde fälschlicherweise Code auf GitHub hochgeladen, bei dem es sich um einen Fork von GrapheneOS handelte, bei dem die Bezeichnung GrapheneOS durch BharOS ersetzt wurde. Dieser Fork war jedoch nicht der wirkliche Code von BharOS, sondern ein fälschlicherweise so bezeichnetes Projekt eines anderen Entwicklers.

## Geschichte
Google sieht sich wegen seiner Praktiken im Zusammenhang mit seinem mobilen Betriebssystem Android einem harten Vorgehen der indischen Wettbewerbskommission (Competition Commission of India, CCI) gegenüber. Es gab mehrere Forderungen nach einem indischen App-Store, der keine exorbitanten Gebühren für den Verkauf erhebt. Das BharOS-Projekt zielt darauf ab, die Abhängigkeit von ausländischen Betriebssystemen in Smartphones zu verringern und die Verwendung lokal entwickelter Technologie zu fördern. Es wurde von JandK Operations Private Limited (JandKops) entwickelt, das am IIT Madras gegründet wurde. Der Minister für Telekommunikation und Informationstechnologie Ashwini Vaishnaw und der Bildungsminister Dharmendra Pradhan stellten das Betriebssystem in einer öffentlichen Veranstaltung vor.